# Weethley
Weethley är en by i Arrow with Weethley, Stratford-on-Avon i Warwickshire i England. Weethley var en civil parish fram till 2004 när blev den en del av Arrow with Weethley. Parish har 17 invånare (2001). Byn nämndes i Domedagsboken (Domesday Book) år 1086, och kallades då Wilelei.